# Johann von Viermund
Johann (II.) von Viermund zu Neersen (* 7. Juli 1588; † 3. Mai 1632) war Erbvogt, ab 1621 Freiherr, von Neersen und Angehöriger des niederrheinischen Adelsgeschlechtes Virmond-Neersen (1502–1744). Durch besondere Verdienste im Dreißigjährigen Krieg stieg er zum Freiherrn auf und wurde kaiserlicher Generalwachtmeister.

## Jugend
Johann von Viermund-Neersen ist ein Urenkel des Ambrosius von Viermund. Er war der achte Sohn des Erbvogts zu Neersen, Ambrosius II. von Viermund, aus dessen zweiter Ehe mit Alvara von Quadt. Nach dem Tod seiner sieben älteren Brüder setzte er den Stamm fort. Während seiner Minderjährigkeit übernahm Georg von Neuendorf die Regentschaft über die Lehen der Familie. Johann selbst wurde 1611 von Jülich und 1615 von Kurköln mit den Lehen seiner Linie belehnt. Dies waren insbesondere die Herrschaft Neersen einschließlich der Vogtei Anrath.
In erster Ehe war er mit Gertrud von Alsteren verheiratet. Am 2. Oktober 1612 heiratete er in zweiter Ehe Johanna Maria († 18. März 1630), Tochter des Grafen Wilhelm von Flodorf zu Leuth und Reichholt im Herzogtum Luxemburg.
Durch einen Jesuitenpater bewogen trat er 1616 von der reformierten zur katholischen Kirche über, welche sein Vater Ambrosius II. während der Zeit der Truchsessischen Wirren verlassen hatte. Mit dem Konvertiten eigenen Eifer förderte er die Ziele der katholischen Kirche und der Jesuiten mit der „Feder und mit dem Schwerte“. Er rechtfertigte seinen Übertritt öffentlich durch eine Druckschrift und betrieb die Gründung einer Jesuitenniederlassung in der benachbarten Stadt Neuss.

## Militärische Karriere
Schon früh hatte Johann in den Niederlanden Kriegsdienst geleistet. Der Dreißigjährige Krieg eröffnete ihm eine weitere militärische Laufbahn. Im kurkölnischen Gebiet schlugen sowohl die Ligisten und Spanier, als auch die Kursachsen und andere protestantische Fürsten ihre Werbebüros auf.
Kaiser Ferdinand II., in seinen Erblanden durch den Abfall von Böhmen bedrängt, suchte die Hilfe der Katholischen Liga gegen den Gegenkönig Friedrich V. von der Pfalz. Feldmarschall Tilly warb mehrere belgische Regimenter an, in welche auch viele niederrheinische Adlige eintraten. Auch Johann sammelte gegen Ende des Jahres 1619 ein Regiment von 300 Kürassieren, welches im Gange des Dreißigjährigen Krieges „das Neersische“ hieß. 1620 wurde das Neersische Regiment in Deutz durch Oberst Hans Christoph Burhus angeworben und nach seinem Eintreffen in Tillys Hauptquartier in Dillingen nebst anderen angeworbenen Truppen am 29. Juni 1620 von Herzog Maximilian von Bayern übernommen und gemustert.

### Böhmischer Krieg
Johann nahm daraufhin mit seinem Reiterregiment am Böhmischen Krieg und an der Schlacht am Weißen Berg mit Auszeichnung teil. Er entriss den Aufständischen mehrere Plätze und sicherte die zum Erzherzogtum Österreich ob der Enns führenden Pässe für den Kaiser. Dieser erhob ihn deshalb am 14. September 1621 in den Freiherrenstand mit dem Titel „Freiherr von Viermund und Herr zu Neersen“.
In der Folgezeit folgte das Neersische Regiment mit 600 Mann als Teil des Anhaltischen Corps den Zügen Tillys nach Westfalen und Hessen. Als im Jahr 1622 Kurköln seine Rüstungen ganz aufgab, wurden alle kurkölnischen Offiziere bei Tilly eingestellt, und Johann vermehrte nun sein Regiment, sodass dessen monatlicher Unterhalt 8.200 Patacons erforderte. 1623 setzte Tilly in Niederhessen den Landgrafen Ludwig V. von Hessen-Darmstadt in die vom Landgrafen Ludwig IV. von Hessen-Marburg († 1604) hinterlassenen Landesteile ein. Tilly hatte damals sein Hauptquartier in Hersfeld.

### Versuch der Zurückerlangung verlorener Familiengüter
Tilly schätze Johann und verwandte ihn öfters zu diplomatischen Missionen. So sprach Tilly auch für Johann bei der Statthalterin der Niederlande wegen einiger Güter seiner Frau in Geldern vor. Weil deren Vater Wilhelm von Flodorf zur oranischen Partei gehörte, waren diese Güter von den Spaniern konfisziert worden. Tilly bezeugte Johann, dass er sich im Krieg tapfer bewiesen, mit großem Eifer gedient und sich in allen bisherigen Gelegenheiten des Krieges mutvoll und eines Edelmanns würdig betragen habe. Johann erhielt diese Güter 1628 zurück.
Vom 25. Februar 1623 bis Neujahr 1625 quartierte sich ein Teil des Neersischen Regiments in Korbach ein, mitten im alten viermünden-nordenbeckschen Besitz. Zu seinem Unterhalt mussten die drei westlichen waldeckschen Ämter 83.287 Taler aufbringen. Am 27. November 1624 war der Mannesstamm der älteren waldeckschen Linie derer von Viermund zu Bladenhorst ausgestorben. Johann war jetzt der Nächstberechtigte zu den verlorenen Gütern des Geschlechts Viermünden in Hessen, Waldeck, Westfalen und Mark und sah die Chance, diese Güter für sich zu gewinnen. Am 13. Dezember 1624 war Johann selbst in Korbach und ließ sich die ersten benachbarten viermündenschen Güter notariell überschreiben, darunter vier Erbhöfe in Viermünden. Sein Regiment zählte inzwischen 1.000 Pferde, als Johann sich am 28. Januar 1625 in der Burg Nordenbeck einquartierte, dem alten Stammsitz seiner Familie. Von hier aus meldete er sich bei Nassau und dem Kurfürsten Ferdinand von Köln und bat um Erteilung des erledigten Lehens.
Doch die Unruhe des Krieges führte Johann bald wieder weit weg von den Gütern der Vorfahren. Im Mai war er im Lager in Breda, im September in Düsseldorf, fünf Wochen später im Lager in Papenbruch.
Kölnischerseits bezweifelte man seine Berechtigung, da die kölnischen Lehen meist auch in der weiblichen Linie vererbbar („feuda promiscua“) waren, und die Schwestern des letzten Viermund zu Bladenhorst näher berechtigt erschienen. Nassau betrachtete diese nassauischen Lehen des viermundischen Geschlechts als ein Kompensationsobjekt, um die Ruhe des Landes vor dem Heer Tillys zu erkaufen, und wollte daher dem in Waffen stehenden Freiherrn nicht „vor den Kopf stoßen“. Wirklich gab dieser auch am 20. Oktober 1625 aus dem Lager in Papenbruch die Zusage, dass Tilly Nassau mit Winterquartieren zu verschonen versprochen habe und er, Johann, allen Nachteil Nassaus hindern oder meiden wolle. Wahrscheinlich hat sich Johann auch um die Wiederbelehnung mit der vom Landgrafen Ludwig IV. 1587 eingezogenen Hälfte des hessischen Gerichtes Viermünden bei Ludwig V. beworben.

### Diplomatische Mission und Rückzug aus Niedersachsen
Im Herbst 1625 wurde Johann von Tilly vom Lager in Schulenburg zum Kurfürsten Philipp Christoph nach Trier gesandt. Er sollte diesen auffordern, mit seinen Ständen Tillys Heer besser in seiner bedrängten Lage in Norddeutschland mit Geld und Proviant zu unterstützen, da die Bevölkerung des niedersächsischen Kreises dem König von Dänemark anhing. Andernfalls würde die ganze katholische Sache geschädigt und Tilly zum Rückzug aus Norddeutschland und zur Überwinterung im kurtrierischen Gebiet genötigt sein. Die Richtigkeit dieser Befürchtung bekam auch das Neersische Regiment zu spüren, als es durch einen zweifachen Überfall der Dänen und Bauern am 28. Dezember 1625 bei Dransfeld und 2. Januar 1626 bei Nörten insgesamt 200 Mann verlor. Im Frühling 1626 hatte sich Johann mit seinem Regiment wieder nach Westfalen zurückgezogen.

Wappen Johanns von Viermund-Neersen, vermehrt um Nordenbeck (Herzschild und mittlere Helmfigur)

### Versuch der Restitution
Im Januar 1627 war er „wegen der viermünden’schen (Güter-)Sachen“ in Brüssel. Im Jahr 1629, dem Jahre des Restitutionsediktes, ernannte ihn Kurfürst Ferdinand von Köln zu seinem Stellvertreter im Rat zu Köln, sowie zum Kämmerer und Gouverneur der Stadt Bonn. Kaiser Ferdinand II. verlieh ihm am 3. Oktober 1629 eine Art „viermund’sches Restitutionsedikt“, d. h. ein um Nordenbeck vermehrtes Wappen und das Privileg, „sich von jetzigen und künftigen Gütern zu schreiben“, und die Einsetzung einer kaiserlichen Kommission aus Kurköln zur Untersuchung und Restitution der viermünden’schen Stammgüter auf Grund der Familienverträge. Dieses Restitutionsedikt blieb im Laufe des Krieges ebenso erfolglos, wie das Reichsrestitutionsedikt über die Kirchengüter. Allerdings blieb Nordenbeck Bestandteil seines Wappens und ziert noch heute das Wappen Neersens.
In einem Dokument aus dem Jahre 1630 schreibt er sich als „Johann Freiherr zu Viermond, Herr der Freigrafschaft Schönau und der Herrschaft Neersen, zu Nordenbeck und Bladenhorst, Erbvogt zu Anrath und Pfandherr zu Hirschbach“. Ebenfalls 1630 wurde er auch Pfandherr des Kirchspiels Willich.

### Belagerung von Calbe, Magdeburg und Rostock
Im Jahr 1630 war Johann kaiserlicher Generalwachtmeister. Im September befehligte er die erfolgreiche Belagerung der Schlossfestung und Stadt Calbe, die er nach achttägigem Artilleriebeschuss am 22. September von seinem Regiment stürmen und plündern ließ. Anschließend richtete er sein Hauptquartier in Staßfurt an der Grenze zu den anhaltischen Fürstentümern ein. Am 20. Oktober erhielt er vom Kaiser Befehl, sich dem Grafen Ernesto Montecuccoli zu unterstellen und Schlesien zu schützen. Bei der Belagerung Magdeburgs im Mai 1631 kommandierte er 1.200 Mann Fußvolk und 200 Reiter auf der linken Elbseite. Nach der Eroberung und Plünderung Magdeburgs erhielt er den Befehl, mit 3.000 Mann die Stadt Rostock gegen die Schweden zu verteidigen. Trotz seiner ungünstigen Lage und schlechter Verproviantierung hielt er die Stadt in der Hoffnung auf Entsatz vier und einen halben Monat lang. Erst nach Tillys Niederlage bei Breitenfeld handelte er mit den Belagerern, dem Herzog Albrecht von Mecklenburg und dem schwedischen General Tott, gegen Übergabe der Stadt, den freien Abzug für ihn und seine Männer aus. So zog er am 6. Oktober 1631 mit seinem Corps, welches 2.000 Mann Fußvolk, 2 Kompanien Reiter und 45 Kroaten stark war, mit allen Offizieren, allen Waffen, fliegenden Fahnen, Geschützen und Munition nach Wolfenbüttel ab. Die Stadtbevölkerung von Rostock musste sämtliche Feuerwaffen abgeben und blieb dafür aber von Plünderung verschont.

### Belagerung von Halberstadt und Wansleben
Schon bald nachher erhielt er vom kaiserlichen Befehlshaber Graf Wolf von Mansfeld in Magdeburg den Befehl, die Stadt Halberstadt mit dem Oberst Lothar Dietrich von Bönninghausen anzugreifen. Als er schon eine Bresche geschossen hatte, ging ihm die Munition aus, und er musste sich auf Befehl Mansfelds nach Magdeburg zurückziehen. Als er dort mit anderen Führern drei Tage zu einem Kriegsrat in Magdeburg war, überfiel und vernichtete der schwedische General Banner zuerst das Bönninghausen’sche Corps und schloss das Viermundische in Wansleben am See ein. Dieses musste sich aus Mangel an Proviant ergeben und trat der Überlieferung nach in schwedische Dienste über.

## Heimkehr und Tod
1632 kehrte Johann schließlich vom Heer nach Neersen zurück. Anderntags ritt er nach Köln, um in der dortigen Jesuitenkirche eine Danksagung abzuhalten. Vor dieser Kirche wurde er von Oberst Werner Ovelacker († 1637), der in seinem Reiterregiment gedient hatte, erschossen. Er war der Dritte seines Stammes und Namens binnen siebzig Jahren, der ein gewaltsames Ende fand. Merkwürdigerweise findet sich in den kölnischen Gerichtsverhandlungen nichts über diesen Mord oder den Mörder. Teils wird auch spekuliert, es habe sich um ein Duell gehandelt. Seine Töchter Alvera und Maria Obilia begaben sich 1633 in den Orden der Chorfrauen des heiligen Grabes zu St. Leonhard in Aachen.
Johann wurde in der Anrather Kirche begraben.
Sein Sohn Adrian Wilhelm erbte seine Titel und Ländereien. Zwei weitere Söhne namens Ambrosius und Philipp Bernhard gingen beim Erbgang leer aus. Ambrosius († 1684) wurde Komtur im Deutschen Orden, Philipp Bernhard († 1639) Domherr in Münster. Die Tochter Katharina Maria Antonia heiratete Jost Edmund von Reuschenberg zu Setterich.